# Örgryte IS
Örgryte IS je švédský fotbalový klub z města Göteborg. Založen byl roku 1887 a sehrával velkou úlohu v počátcích švédské kopané. Renesanci prožíval především v 80. letech 20. století. Dvanáctkrát se stal mistrem Švédska (1896, 1897, 1898, 1899, 1902, 1904, 1905, 1906, 1907, 1909, 1913, 1985), jednou získal švédský fotbalový pohár (1999/00). V únoru 2011 klub zbankrotoval a byl přeřazen do nižších soutěží.

## Čeští hráči v klubu
Seznam českých hráčů, kteří působili v klubu Örgryte IS:
- Pavel Zavadil (2008-2010)[1]